# Fritz Hammargren
Fritz Emanuel Hammargren, (senare Frederick Hammargren), född 7 april 1892 i Örebro, död 4 mars 1968 i Santa Barbara County i Kalifornien i USA, var en svensk-amerikansk skulptör.
Han var son till stenhuggaren Anders Hammargren och Edla Gustafva Andersson. Efter avslutad skolgång blev han lärling till sin far men han märkte snart att arbetet som stenhuggare inte passade honom. Efter att han lyckats spara ihop lite pengar sökte han sig till Slöjdföreningens skola i Göteborg för att studera skulptural konst han fortsatte därefter sina studier för Antoine Bourdelle i Paris. Han utvandrade till Amerika 1923 där han på kort tid etablerade sig som skulptör i Leonia, New Jersey, för att i början av 1940-talet flytta till Los Angeles. Vid sidan av sitt eget skapande var Hammargren ledare i en konstskola. Han medverkade i ett flertal samlingsutställningar bland annat på Brooklyn Museum, Pennsylvania Academy of Fine Arts, National Academy of Design och Newark Museum of Fine Arts. Han utförde flera offentliga utsmyckningar på olika platser i Amerika.